# Змај (албум)
Змај је назив једанаестог албума Индире Радић. Индирин тим је на њему радио годину дана. С обзиром на велики комерцијални успех који је остварила те године, овај албум се сматра најуспешнијим у њеној каријери. Готово све песме су наишле на добар пријем код публике, па је Индира била најприсутнија поп-фолк певачица на радио-станицама. Добила је неколико признања од којих је најзначајније најбоља певачица Балкана 2004. на Балканским музичким наградама у Софији. Тада је такође започела међународну каријеру. Албум Змај је продан у 100.000 примерака.

## Песме
На албуму се налазе следеће песме: